# Олефіров Андрій Володимирович
Андрій Володимирович Олефіров (нар. 18 березня 1972, Київ, Українська РСР, СРСР) — український дипломат.
У 2001 році був тимчасово повіреним у справах України в Хорватії, а з 2004 року до 2008 року Генеральним консулом України в Нью-Йорку. Надзвичайний і Повноважний Посол України у Фінляндії (впродовж 2014—2019 років) й Ісландії за сумісництвом (у 2016—2019 роках). Заступник міністра закордонних справ України у 2012—2014 роках.
Нагороджений орденом «За заслуги» III ступеню.
Володіє англійською, іспанською та хорватською мовами.

## Біографія
Андрій Володимирович Олефіров народився 18 березня 1972 року у Києві, що входив на той час до складу Української РСР СРСР. У 1994 році закінчив Київський державний університет, за першою освітою — філолог, перекладач з англійської та іспанської мов.
Після цього Андрій Володимирович розпочав дипломатичну кар'єру. Спочатку як аташе, третій і другий секретар Консульського управління Міністерства закордонних справ України (МЗС України) у 1996—1998 роках. З 1998 року перейшов на роботу в Посольстві України в Хорватії як другий секретар з консульських питань у 1998—2001 роках. У 2001 році був тимчасовим повіреним у справах України в Хорватії.
2003 року закінчив Дипломатичну академію при МЗС України і отримав вчене звання магістра зовнішньої політики. У 2003—2004 роках Олефіров обіймав посаду секретаря Управління кадрів та навчальних закладів МЗС України.
- 2004—2008 — консул Генерального консульства України в Нью-Йорку;
- 2008—2009 — начальник відділу консульсько-правових питань Департаменту консульської служби МЗС;
- 2010 — заступник директора Департаменту секретаріату МЗС;
- 2010—2012 — директор Департаменту консульської служби МЗС;
- 3 липня 2012[2] року призначений заступником МЗС — керівником апарату МЗС України;
- З 20 серпня 2014[3] по 16 травня 2019[4] — посол України у Фінляндії[5].
- З 22 лютого 2016[6]по 16 травня 2019[4] — посол України у Ісландії за сумісництвом.
- 17 травня 2019 року Олефіров пішов у відставку.[7]

## Нагороди та почесні звання
- Орден «За заслуги» III ступеню (19 червня 2017 року) — «за значний особистий внесок у реалізацію євроінтеграційних прагнень України, запровадження Європейським Союзом безвізового режиму, зміцнення міжнародного авторитету держави, багаторічну плідну працю та високий професіоналізм»[8].

## Родина та особисте життя
Одружений, виховує сина Івана та доньку Лідію.